# Kirchengestühl

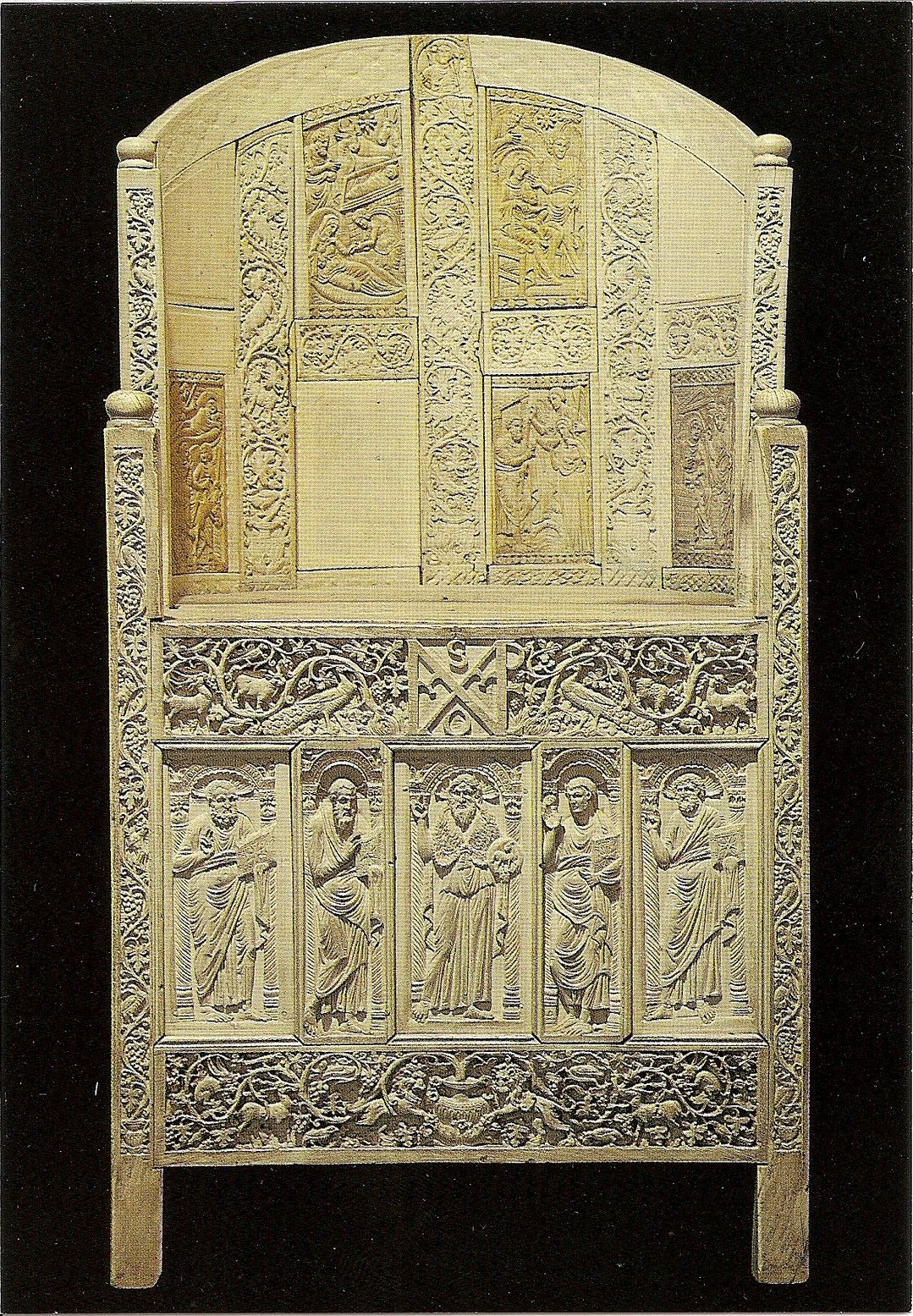
Die elfenbeinerne Maximianskathedra in Ravenna

Unter Kirchengestühl versteht man die Sitzmöbel in einer Kirche, sowohl jene für die in der Liturgie mitwirkenden Personen als auch die der Gottesdienstbesucher. Deren Funktion und Bauweise ist durch unterschiedliche kirchliche Anlässe und Traditionen bestimmt. Daneben sind die Sitzmöbel kunsthistorisch und regional unterschiedlich geprägt und spiegeln teilweise kirchliche und weltliche Hierarchien wider.

## Geschichte

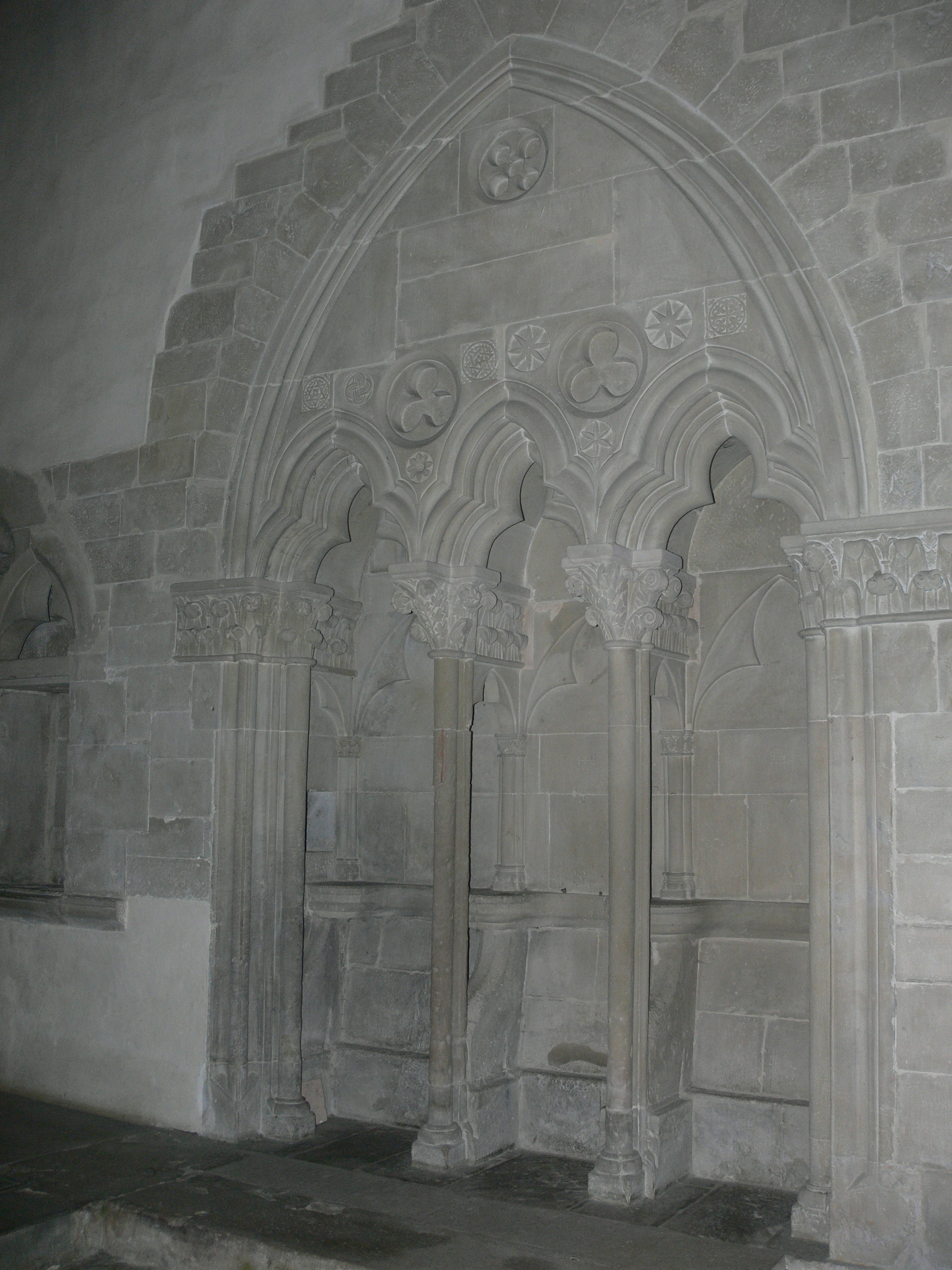
Leviten- und Zelebrantensitz aus dem 13. Jahrhundert im Kloster Kappel

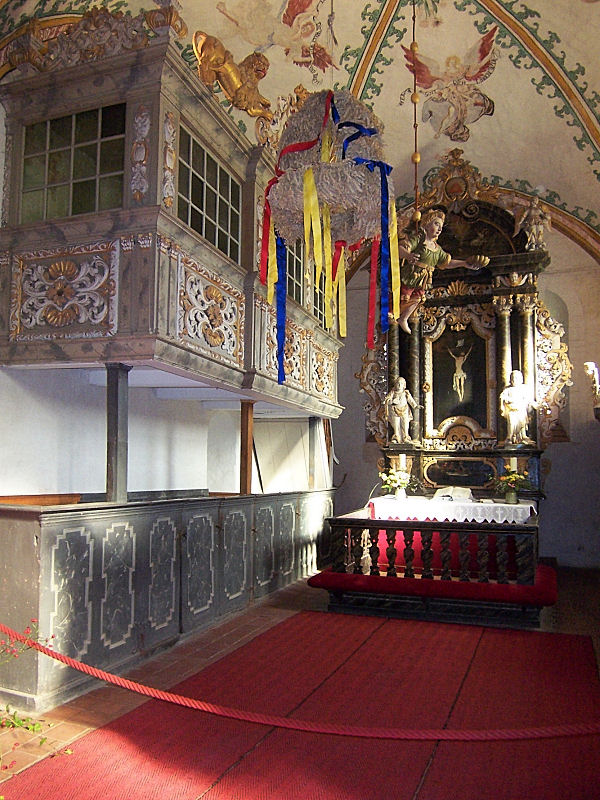
Herrschaftsgestühl, Kirche Rerik

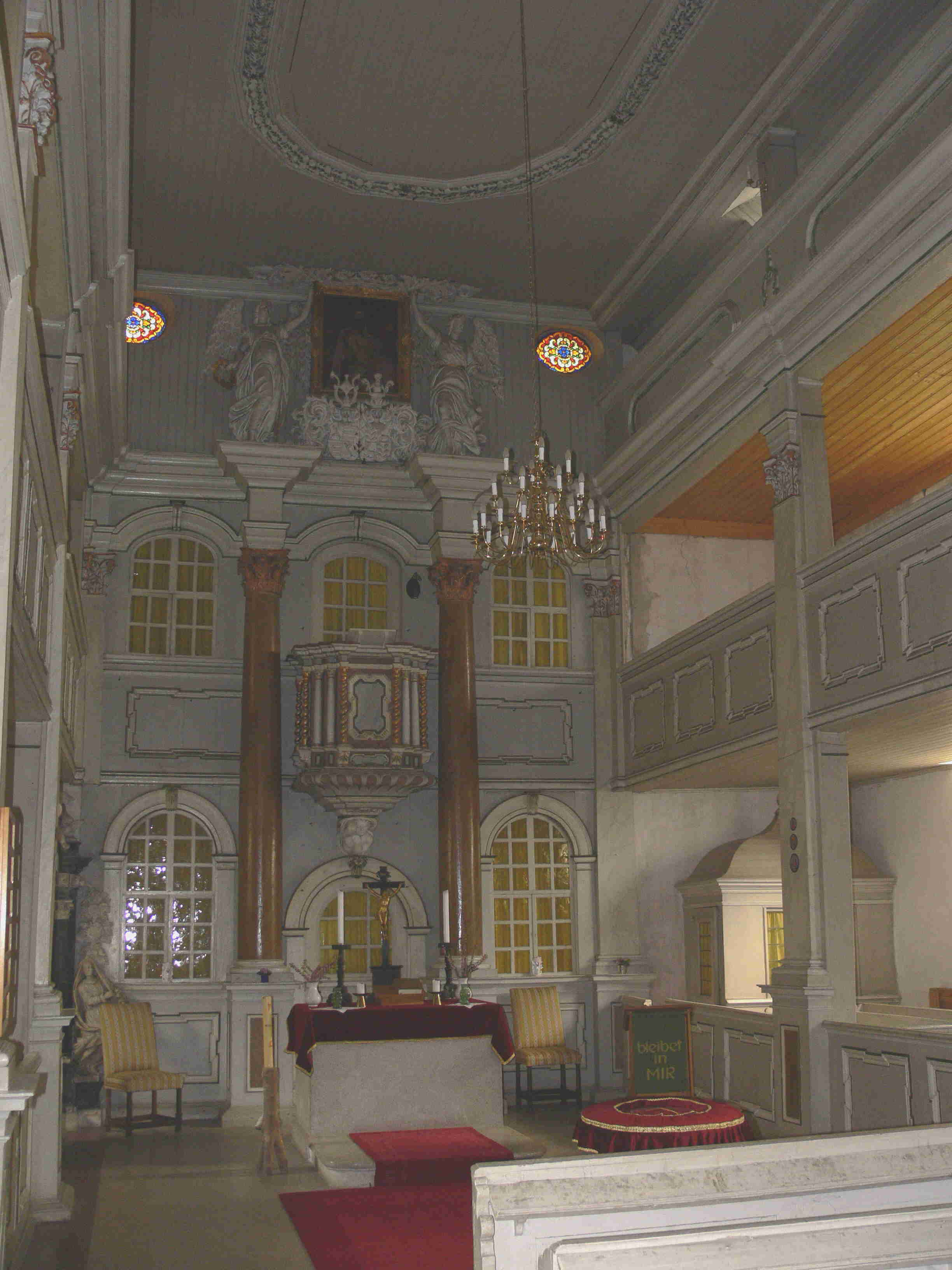
Kirchenvaterstuhl (kleine Loge rechts, mit Dach), St. Jakobus (Rottmersleben)

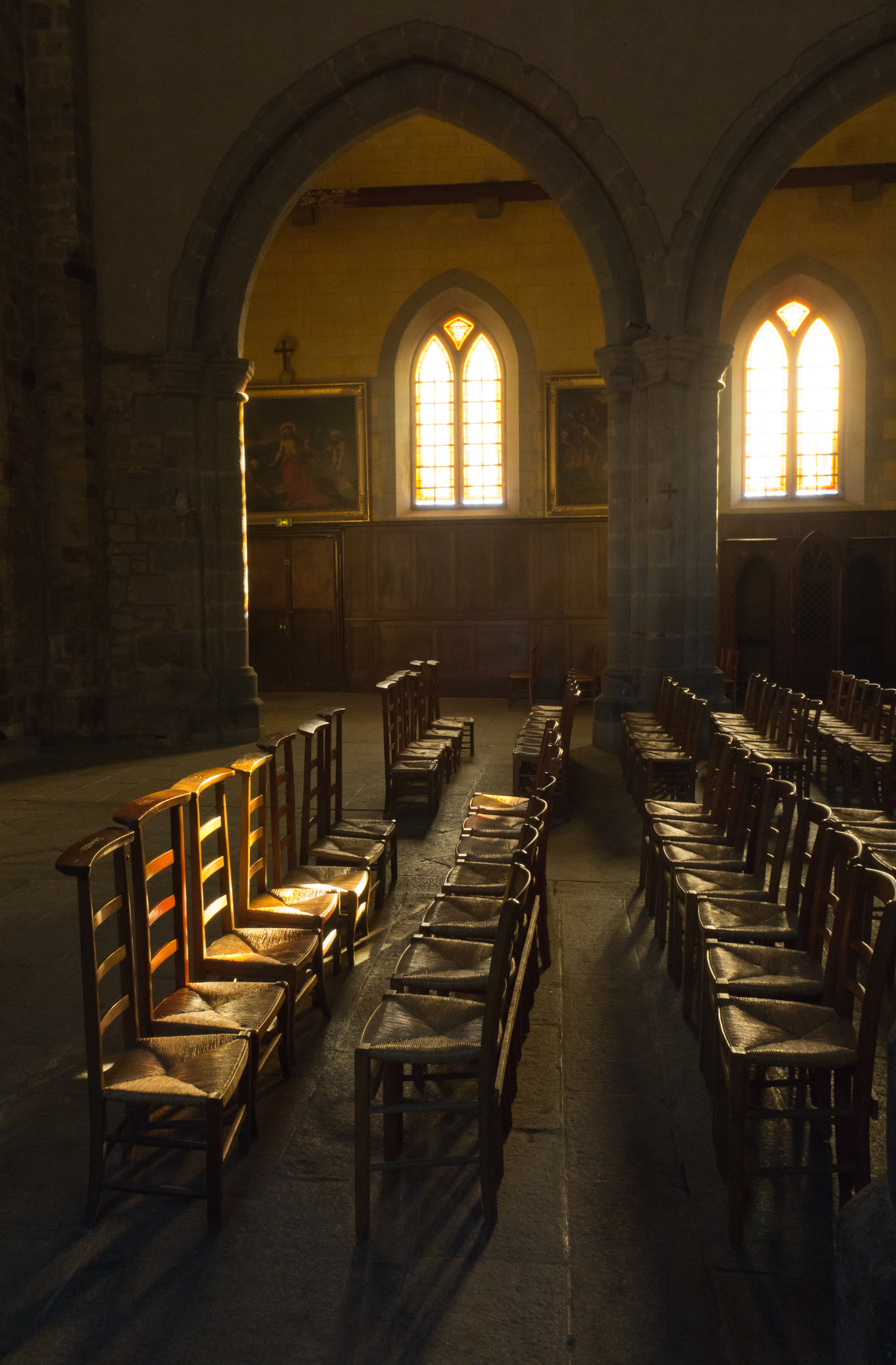
Laiengestühl von Notre-Dame-en-Saint-Melaine, Rennes

Von der Kathedra des Bischofs und den Sedilien des Klerus abgesehen, gab es bis zum Hochmittelalter keine Bänke und Stühle in den Kirchen. Man wohnte der Liturgie stehend, kniend oder auch gehend bei. Erst im Spätmittelalter – Ende des 14. Jahrhunderts in einigen bayerischen Pfarrkirchen, im 15. Jahrhundert besonders in den Kirchen des Predigerordens – wurden Sitzgelegenheiten für die Gläubigen aufgestellt, die dann bald auch reservierbar waren. Allgemein wurde die Bestuhlung erst im Reformationszeitalter, ausgehend von den evangelischen Territorien, üblich.

### Orthodoxer Kirchenbau
Orthodoxe Kirchen haben traditionell kein Gestühl für die Gottesdienstgemeinde, da das Stehen die bevorzugte Haltung beim Gottesdienst ist. Lediglich für Alte und Schwache gibt es in russischen Kirchen Sitzreihen an den seitlichen Wänden (Stasidien), ähnlich einem Chorgestühl in westlichen Klosterkirchen. In griechischen und unierten Kirchen sind heute Stühle oder auch Kirchenbänke üblich. Für hochgestellte Persönlichkeiten ist gegebenenfalls standesgemäßes Gestühl vorgesehen. So verfügt beispielsweise die Mariä-Himmelfahrts-Kathedrale, die Krönungskirche der Zaren im Moskauer Kreml, nahe an der Ikonostase über einen Zarenthron von 1551 und einen ebenfalls prächtigen Patriarchenstuhl. Peter der Große dagegen stand vor Gott als seinem Herrn, allerdings hatte er dazu einen sehr repräsentativen Stehplatz in seiner Petersburger Peter-Paul-Kathedrale.
Im orthodoxen Altarraum befindet sich im Scheitel der mittleren Apsis der Bischofsthron, „erhöhter Ort“ (gornee mesto) oder „Heiliger Thron“ genannt, der während der Göttlichen Liturgie dem Bischof vorbehalten ist und frei bleibt, wenn kein Bischof teilnimmt; er steht symbolisch für den Thron Gottes, des Pantokrators. Daneben erstreckt sich beidseitig die halbrunde Priesterbank (σύνθρονον Sýnthronon oder σύνθρονος Sýnthronos), auf der während des Wortgottesdienstes nach dem Ersten Einzug die Priester sitzen, während die Diakone stehen.

### Römisch-katholischer Kirchbau
Eine Kathedrale verfügt über einen repräsentativen erhöhten Bischofsstuhl (griech. kathedra = Sitz), der sich im Chorraum befindet. Besonders kunstvoll ist der frühbyzantinische Elfenbeinstuhl des Bischofs Maximian von Ravenna.
Viele Kirchen, soweit sie Kloster- oder Stiftskirchen sind oder waren, weisen im Chorraum ein typischerweise den Professen vorbehaltenes Chorgestühl auf, in dem der Konvent gemeinsam das Chorgebet verrichtet. Das Chorgestühl war in der Vergangenheit meist aus edlerem Material und mit viel größerem künstlerischen und handwerklichen Aufwand gefertigt als das Laiengestühl oder Volksgestühl. Es ist daher nicht überraschend, dass es zu Letzterem kaum Literatur gibt.
Ein typischer Kirchenstuhl des Mittelalters ist der Dreisitz, auch Levitenstuhl oder Zelebrantensitz, im Altarraum mit Plätzen für den zelebrierenden Priester in der Mitte sowie für Diakon und Subdiakon.

### Evangelischer Kirchenbau
Patronatskirchen verfügten in Altarnähe oder an anderer bevorzugter Stelle über herausgehobene reservierte Sitzplätze für die Familie des Patrons, meist in Form einer Patronatsloge.
Daneben gab es für kirchliche Amts- und Würdenträger besondere Sitzplätze, wie z. B. den Kirchenvaterstuhl für den Kirchenvater Kirchvater (lat. vitricus ecclesiae), der dem heutigen Kirchenpfleger (Kirchenvorsteher) entspricht. Auch diese Plätze befanden sich in Altarnähe. Der Pfarrstuhl war der Sitz- und Vorbereitungsplatz des Pfarrers.
Dem ständischen System des Gemeinwesens entsprechend schlossen sich Kirchenstühle der Korporationen an, zunächst des Rates, dann der Gilden und Ämter/Zünfte oder der Schöppen, erst danach kamen vermietete oder private Plätze. Das Gestühl war häufig als in sich geschlossenes Kastengestühl gestaltet und in evangelischen Kirchen auf die Kanzel hin ausgerichtet. Besonders reformierte Kirchen oder die gottesdienstlichen Räume evangelischer Freikirchen sind meist als Predigtkirchen konzipiert. 
Die Vermietungsgebühren von Stuhlplätzen, um die sich häufig eine Stuhlfrau kümmerte, war eine wichtige regelmäßige Einnahme der Kirchengemeinden vor Einführung der Kirchensteuer. Die vermieteten Kirchenplätze wurden häufig mit Namen versehen. Über die Vermietung wurden Stuhlbücher geführt und Stuhlpläne angelegt.

Stuhlplan
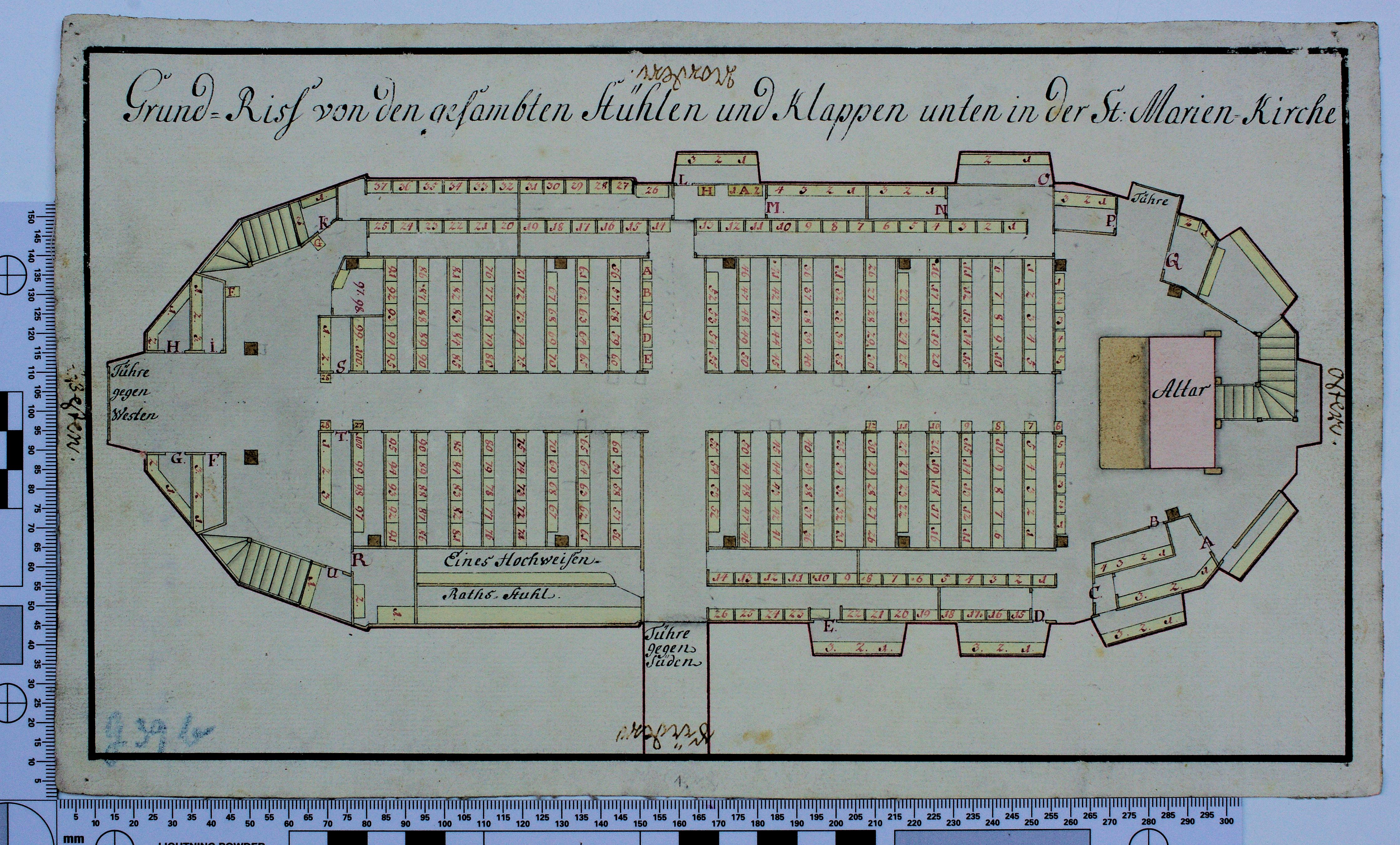
Erdgeschoss
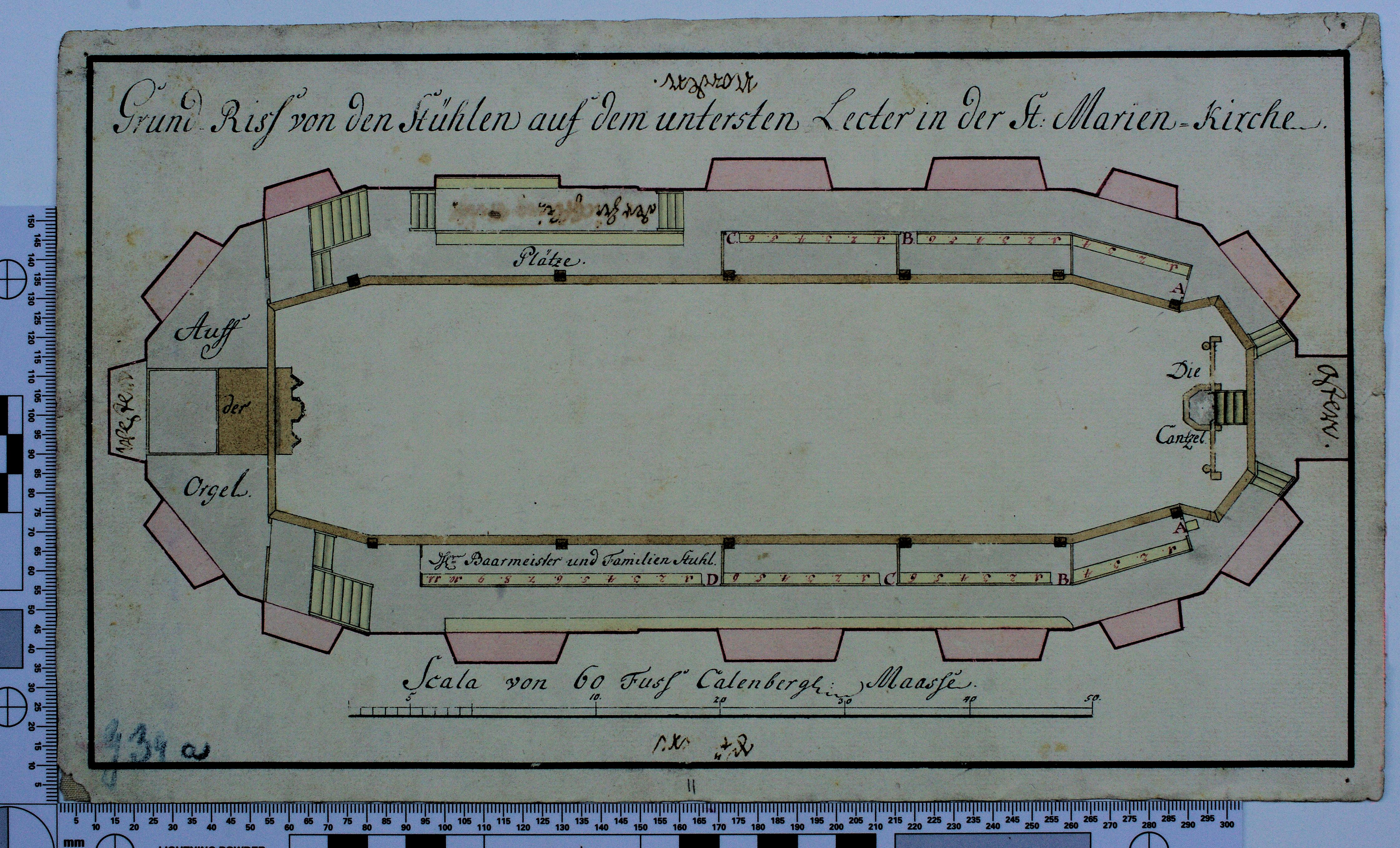
Untere Empore
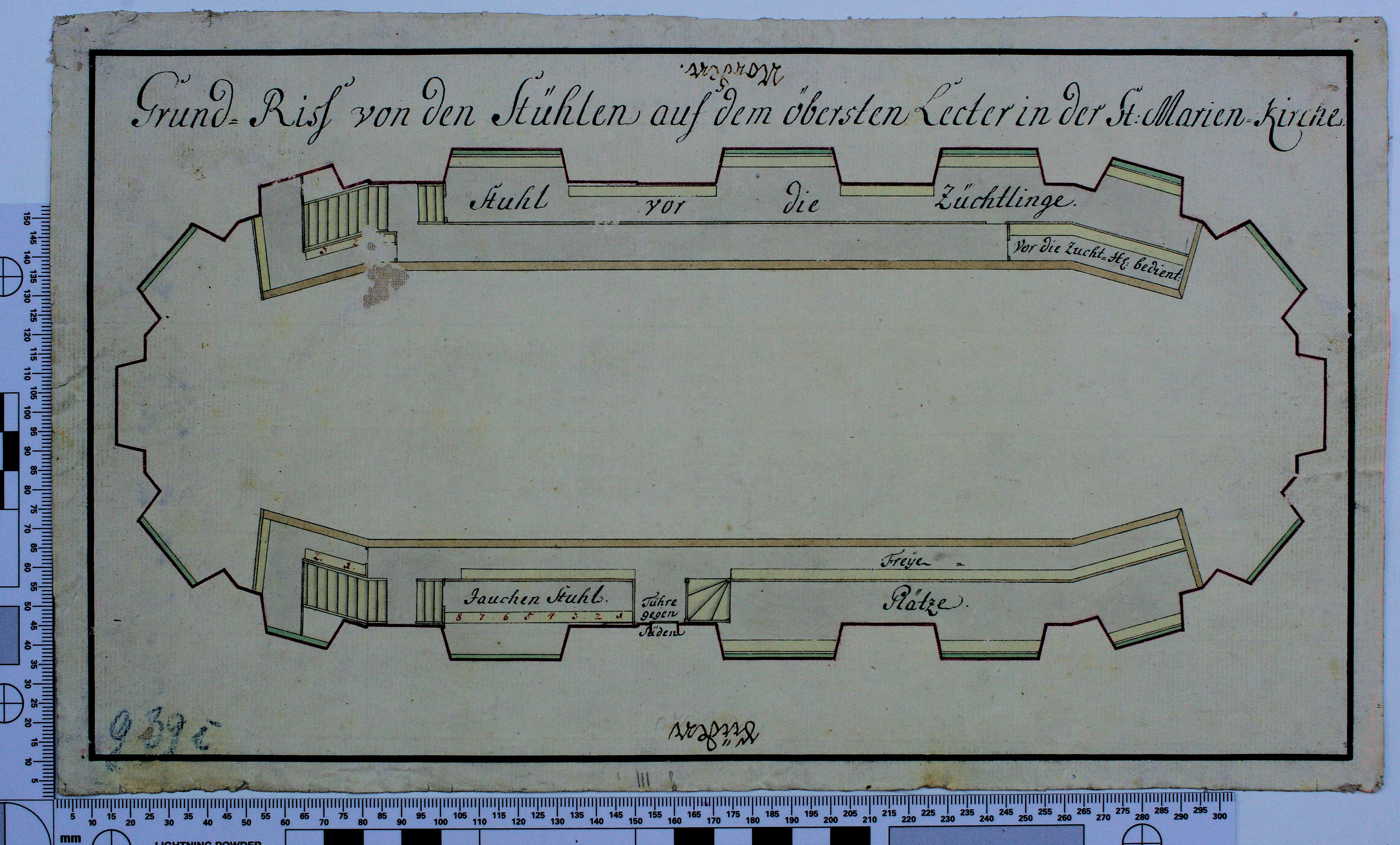
Obere Empore

## Kirchenbänke

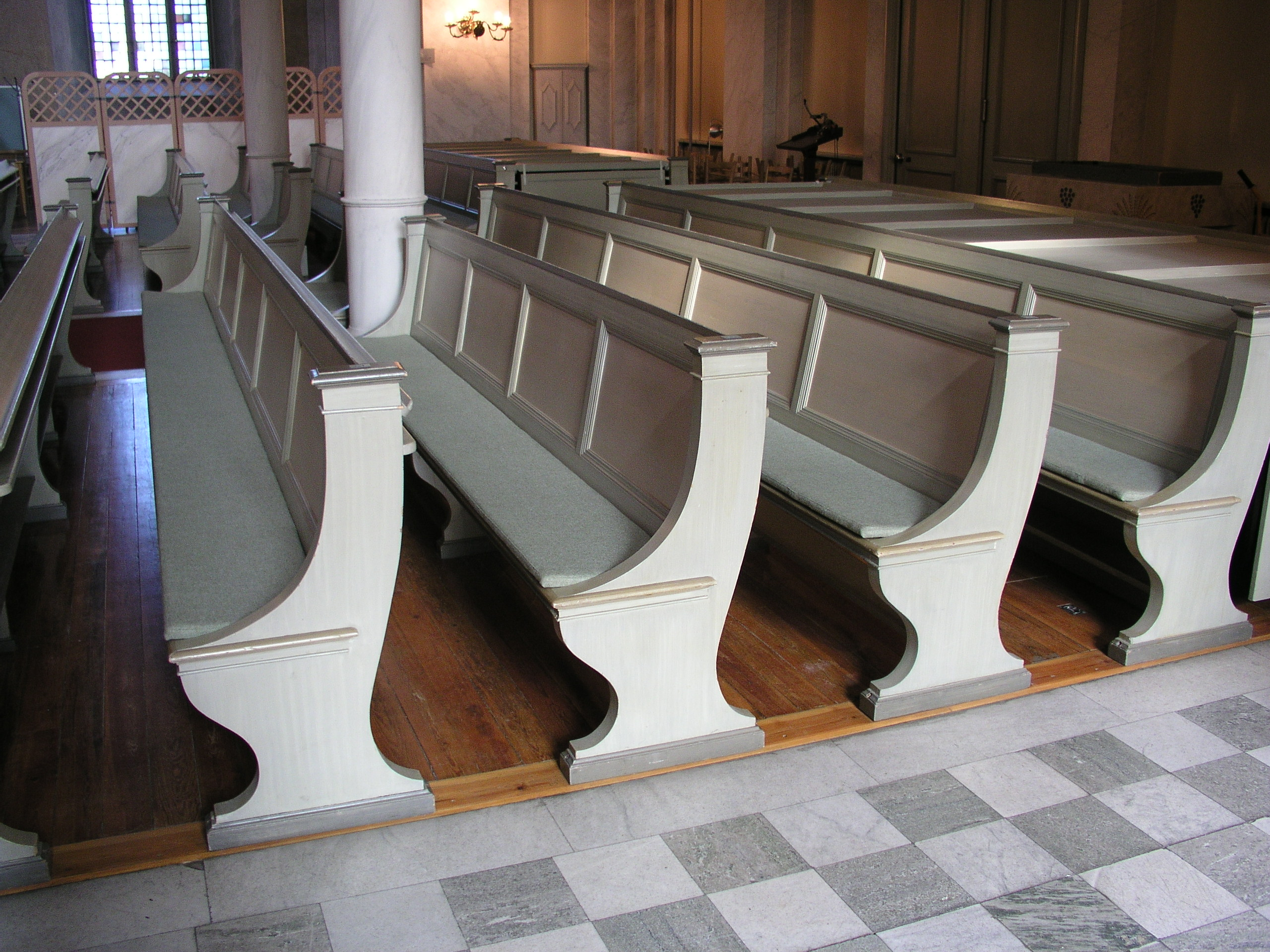
Kirchenbänke der Gustav-Wasa-Kirche in Stockholm

Das Laiengestühl oder Volksgestühl im Kirchenschiff ist seit der Neuzeit in fast allen römisch-katholischen und evangelischen Kirchen zu finden, in orthodoxen Kirchen fehlt es zumeist.
Die ältesten erhaltenen Kirchenbänke etwa in England stammen aus dem späten 13. Jahrhundert. Während sich Kirchenbänke in römisch-katholischen Kirchen nur langsam durchsetzten, waren sie von Beginn der Reformation an typisch für protestantische Kirchen. Diese Entwicklung hängt mit dem besonderen Gewicht zusammen, das der Protestantismus zum einen der Predigt als Medium der Heilsvermittlung, zum anderen dem persönlichen Glaubenserlebnis zumisst. Im Sitzen konnte sich der Gläubige ganz der Botschaft von der Kanzel oder aber seiner innerlichen Andacht widmen.
Die unterschiedliche Liturgie der Konfessionen schlägt sich auch in der Bauart von Kirchenbänken nieder. So gibt ein Lehrbuch für Möbelschreiner aus dem Jahr 1892 an, dass die Höhe der Lehnen von Bänken für protestantische Kirchen bei etwa einem Meter anzusetzen sei, während sie in römisch-katholischen Kirchen bei nur 80 bis 90 cm liegt, da der römische Ritus ein wiederholtes Niederknien auf dem vor der Bank angebrachten Kniebrett erfordert.
Da Volksgestühl nicht wie Chorgestühl erhöht auf einem Unterbau stand, war es häufig der aus dem Boden aufsteigenden Nässe und damit dem Zerfall stärker ausgesetzt. Zum ältesten vollständig erhaltenen Volksgestühl in Deutschland zählen die spätgotischen Kirchenbänke von Erhart Falckener in der Simultankirche Bechtolsheim (1496) und in der Pfarrkirche St. Valentinus in Kiedrich (1510). Dass diese Gestühle erhalten geblieben sind, dürfte auch der Armut der Gemeinden zuzuschreiben sein, die es verbot, dem verbreiteten Trend der Barockisierung Anfang des siebzehnten Jahrhunderts zu folgen. Da Kirchen bis ins 19. Jahrhundert nicht beheizt wurden, wurden die einzelnen Bankreihen zum Schutz vor Zugluft mit Türen verschlossen, ein sogenanntes Kastengestühl.
Während das Volksgestühl meist auf Altar und Kanzel ausgerichtet ist, befindet sich die Orgel aus architektonischen Gründen häufig auf einer Empore im Westen der Kirche. Daher erlebt das Publikum in den Kirchenbänken die Orgel- und Chormusik meist von hinten, mit dem Rücken zum Instrument und zum Chor – es fehlt der Blickkontakt. In der Aufklärungszeit wurden Orgeln dagegen beispielsweise von George Bähr häufig über einem Kanzelaltar und damit im Blickfeld der Gemeinde angebracht. 

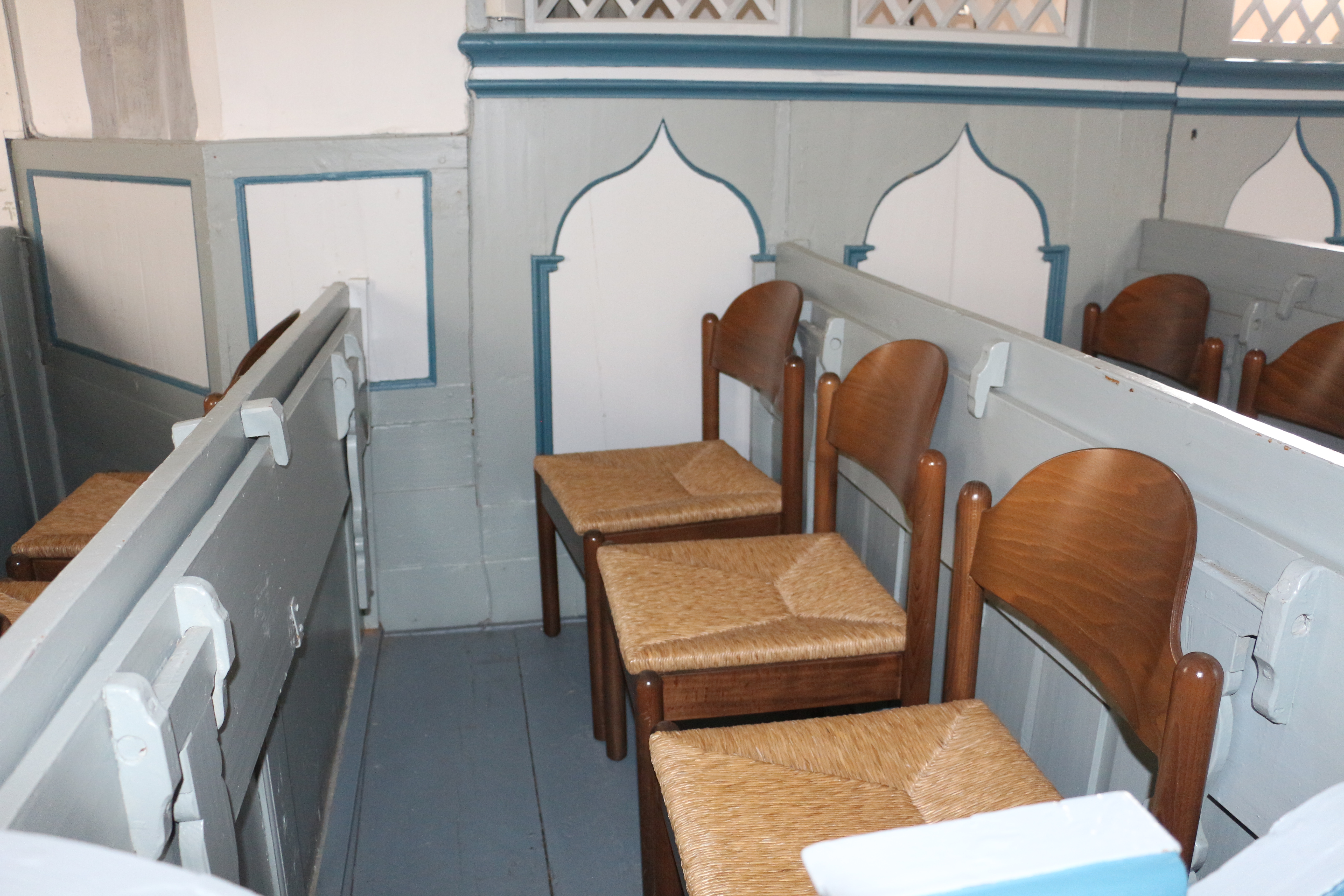
Im Kastengestühl der Hennstedter St.-Secundus-Kirche sind in den Bankreihen zwischen Altar und Kanzel klappbare Sitze an beiden Seiten angebracht, so dass die Gottesdienstbesucher sich umsetzen konnten.

Dort, wo Kanzel und Altar weit voneinander entfernt sind, wurden gelegentlich Bänke mit verstellbaren Rückenlehnen oder bei genügend Platz auch einander gegenüber liegende Bänke eingebaut, um den Gottesdienstbesuchern zu ermöglichen, sowohl der Liturgie als auch der Predigt mit Blickkontakt folgen zu können. 
Auch bei der Umgestaltung des Wurzener Doms nahe Leipzig im Jahr 1932 ersannen findige Handwerker für dieses Problem die bis heute praktizierte Lösung, um die Gemeinde „um 180 Grad zu drehen“ und zur Musik blicken zu lassen: Für jede Kirchenbank wird die Pultleiste für die Gesangbücher dank Längs-Drehung um die eigene Achse per Armkraft binnen Sekunden zur Rückenlehne der nächsten Kirchenbank. So wandelt sich – sozusagen im Pultumdrehen – die Predigtkirche mit Blickrichtung Osten zu Altar und Kanzel zum Oratoriensaal mit Blickrichtung Westen zu Chor und Orgel.
Um die Bestuhlung flexibler handhaben zu können, werden in der jüngeren Zeit feste Bänke gelegentlich durch einzelne Stühle ersetzt.

## Besonderheiten

### Beichtstühle
Beichtstühle gibt es in nahezu allen katholischen Kirchen. Meist bieten sie eine Sitzgelegenheit für den Priester und eine Kniebank für den Beichtenden.
In lutherischen Kirchen wurde bis zum 19. Jahrhundert das meist als Prieche gestaltete Pastorengestühl als Ort für das verpflichtende Beichtgespräch vor dem Abendmahlsempfang genutzt.

### Gestühl am Abendmahlstisch

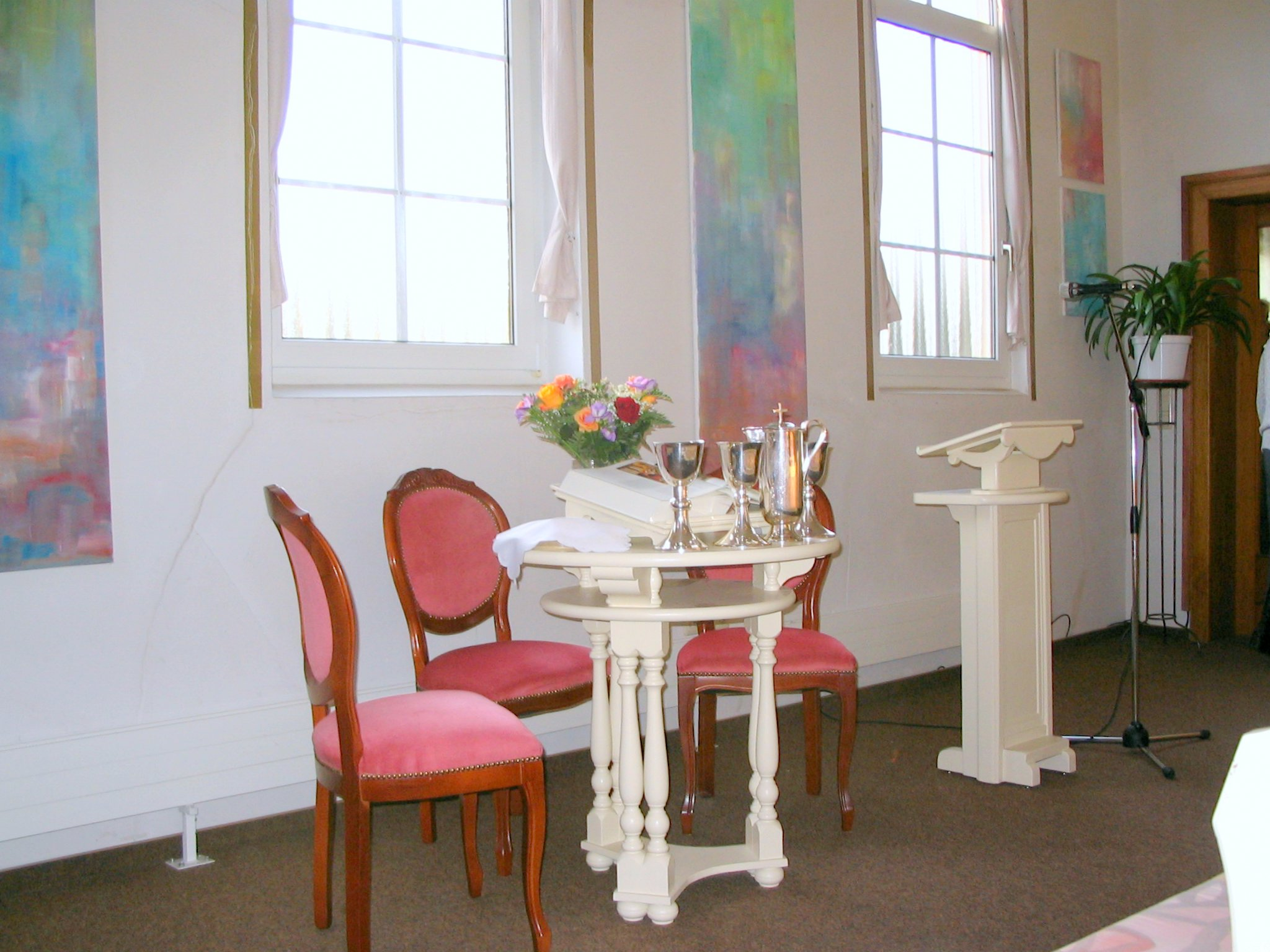
Stühle am Abendmahlstisch einer Baptistengemeinde

Um den Tischcharakter des Abendmahlstisches zu betonen, haben viele Kirchen reformierter und kongregationalistischer Prägung hinter dem Tisch Sitzgelegenheiten aufgestellt. In manchen dieser Kirchen nehmen hier die Abendmahlsteilnehmer in kleinen Gruppen Platz. In anderen Kirchen (zum Beispiel bei den Baptisten) sind die Sitzgelegenheiten für die Gemeindemitglieder bestimmt, die für den Ablauf der Mahlfeier und die Austeilung des Abendmahls Sorge tragen. In der Herrnhuter Brüdergemeine bleibt der mittlere Sitzplatz leer – ein Symbol für die unsichtbare Gegenwart des eigentlichen Tischherrn Jesus Christus.

### Betstühle

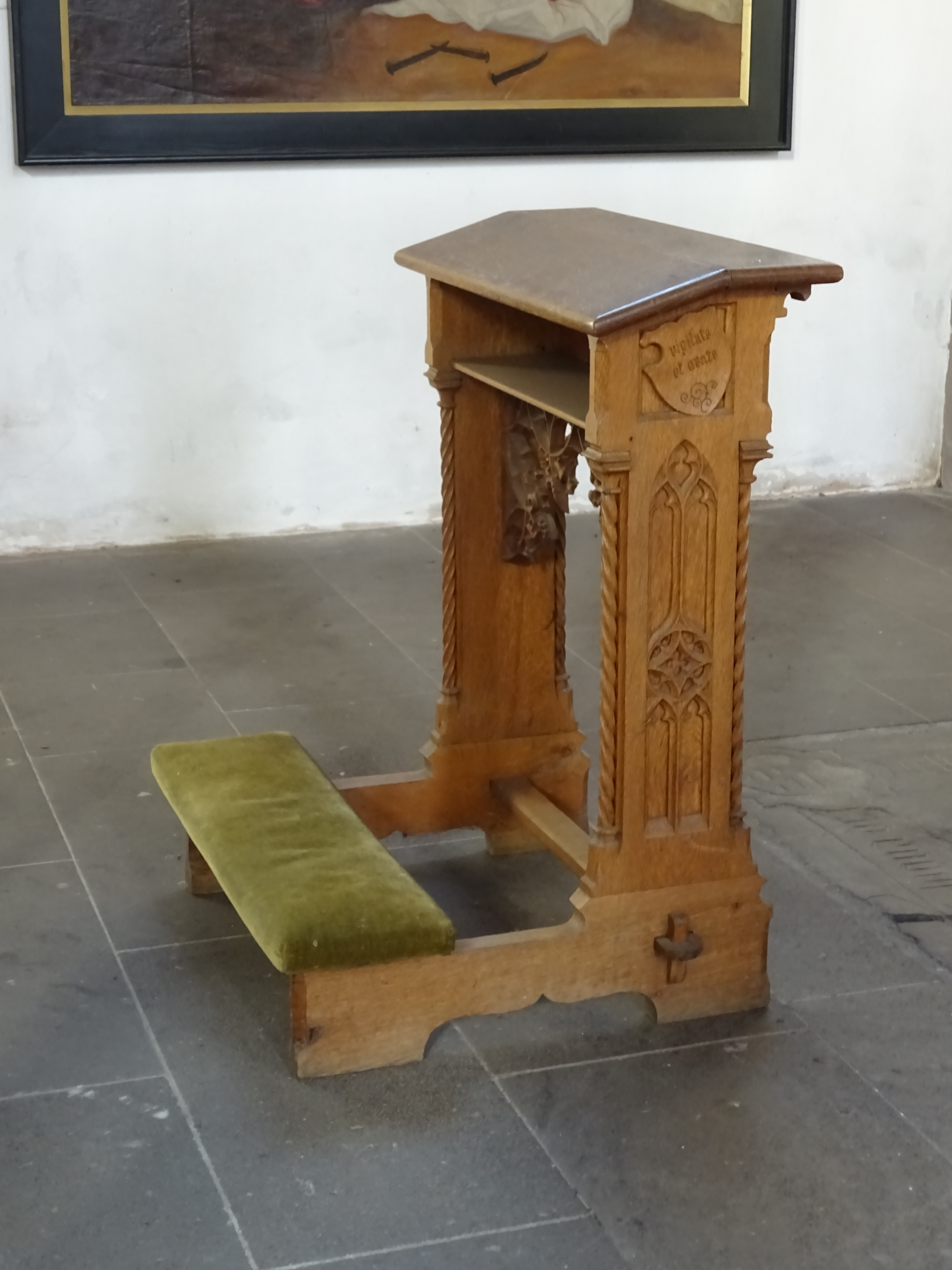
Ein Betschemel oder Betstuhl

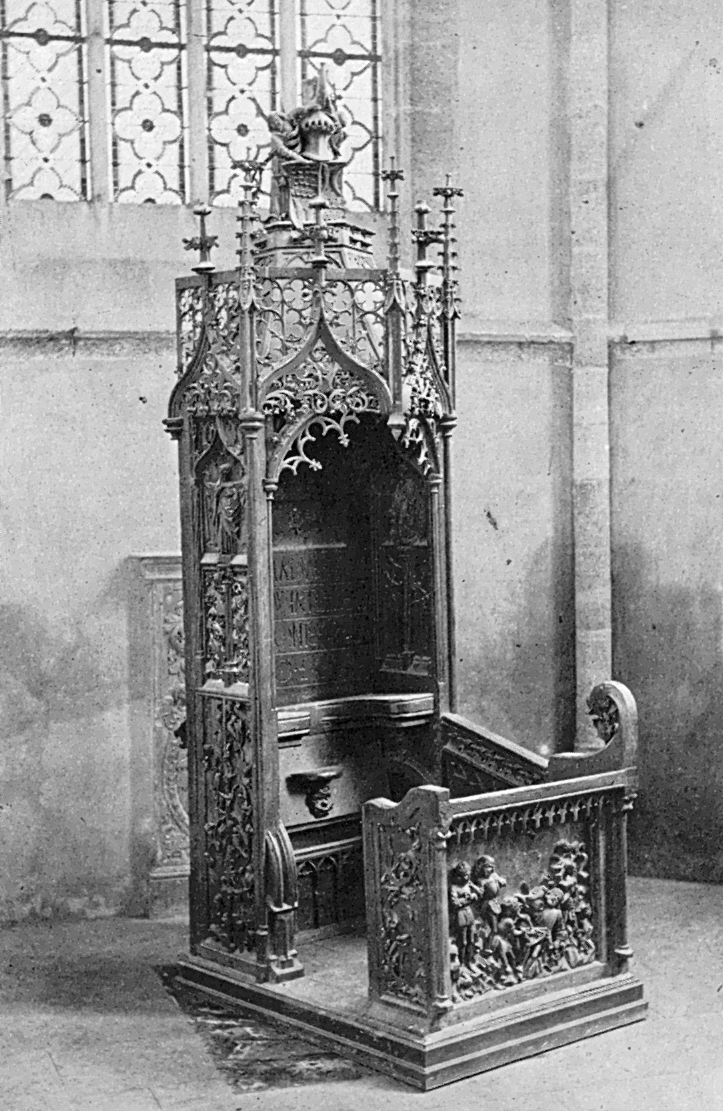
Betstuhl des Grafen Eberhard im Bart

Ein Betstuhl oder Betschemel ist eine Kniebank mit schmalem Pult zum Aufstützen der Arme für nur eine Person. Betstühle sind nicht nur in Kirchen, sondern auch in Klosterzellen, Privatwohnungen, konfessionellen Altersheimen usw. in Gebrauch.
Aufwendigere Betstühle für Honoratioren haben manchmal Seiten- und Rückwände und sind mit Schnitzereien geschmückt; manche sind geschlossene Räume, ähnlich einem Fürstenstuhl.

### Brautstühle
Viele Kirchen in Deutschland verfügen über zwei künstlerisch besonders gestaltete Lehnstühle oder Kniebänke, die als Brautstühle bei kirchlichen Trauungen Verwendung finden.

### Hurenstühle
Ein Hurenstuhl oder Hurenschemel war ein spezieller Kirchenstuhl für Frauen, seltener Männer, die wegen «Unzucht», meist wegen einer vor- oder unehelichen Schwangerschaft, bestraft wurden. Noch 1790 existierte ein solcher Schandstuhl in der Kirche von Upfingen. Eine Diskussion von Berechtigung und Nutzen des Hurenstuhls gibt Johann Ferdinand Schlez in seiner Dorfchronik von 1794 wieder.